# Новые Челны
Но́вые Челны́ (тат. Яңа Чаллы) — село в Алькеевском районе Республики Татарстан. Входит в состав Старочелнинского сельского поселения.

## География
Село находится в Западном Закамье, в 3,6 км к северо-востоку от районного центра, села Базарные Матаки, в 2,5 км к юго-западу от центра поселения, села Старые Челны.

## История
В «Списке населенных мест по сведениям 1859 года», изданном в 1866 году, населённый пункт упомянут как казённая деревня Новая Челна 2-го стана Спасского уезда Казанской губернии. Располагалась при реке Ахтае, на просёлочном тракте в село Билярск, в 47 верстах от уездного города Спасска и в 9 верстах от становой квартиры в казённой деревне Матаки Базарные). В деревне в 308 дворах жили 1932 человека (990 мужчин и 942 женщины). Были 3 мечети.

## Население
| 1782 | 1859 | 1908 | 1920 | 1926 | 1938 | 1949 | 1958 | 1970 | 1979 | 1989 | 2002 | 2010 | 2015 |
| ---- | ---- | ---- | ---- | ---- | ---- | ---- | ---- | ---- | ---- | ---- | ---- | ---- | ---- |
| 231  | 1739 | 2783 | 2727 | 1790 | 1321 | 951  | 822  | 809  | 610  | 412  | 308  | 234  | 245  |

Национальный состав
Согласно результатам переписи 2002 года, в национальной структуре населения села татары составляли 100%.

### Комментарии
1. ↑  Расстояние измерено с помощью инструментария Яндекс.Карты
2. ↑  душа мужского пола